# Insatskompani
Ett insatskompani eller hemvärnsinsatskompani är ett militärt lätt infanteriförband inom det svenska Hemvärnet. Förbandets stridsuppgifter är likt ett normalt skytteförband, dock  mer defensivt och är fokuserat kring tre huvuduppgifter. Dessa är:
- Skydda
- Bevaka
- Ytövervaka

Det som skiljer insatskompanierna från bevakningskompanier inom Hemvärnet är:
- tjänstgöringskravet är högre (så kallade 8-dygnskontrakt jämfört med bevakningskompaniernas 4-dygnskontrakt). Detta är fördelat på två fyradygnsövningar, krigsförbandsövning (KFÖ) och särskild övning förband (SÖF), fördelade över året. Utöver detta tillkommer ett antal frivilliga utbildningar och kurser.
- Skydd av transporter[1]

Insatsförbanden kan stå beredda med delar av kompaniet inom lägst 6 timmar, max 24, beroende på situation och vilken del av landet förbandet befinner sig i.